# Бестяхский наслег (Хангаласский улус)
Бестяхский наслег — сельское поселение в Хангаласском улусе Якутии Российской Федерации.
Административный центр — село Бестях.

## История
Статус и границы сельского поселения установлены Законом Республики Саха (Якутия) от 30 ноября 2004 года N 173-З N 353-III «Об установлении границ и о наделении статусом городского и сельского поселений муниципальных образований Республики Саха (Якутия)».

## Население
| 2002  | 2010  | 2011  | 2012  | 2013  | 2014  | 2015  |
| ----- | ----- | ----- | ----- | ----- | ----- | ----- |
| 2332  | ↗2449 | ↘2444 | ↘2420 | ↘2376 | ↘2361 | ↘2351 |
| 2016  | 2017  | 2018  | 2019  | 2020  | 2021  |       |
| ↘2328 | ↘2310 | ↗2332 | ↘2318 | ↗2323 | ↗2324 |       |

## Состав сельского поселения
| № | Населённый пункт | Тип населённого пункта       | Население |
| - | ---------------- | ---------------------------- | --------- |
| 1 | Бестях           | село, административный центр | ↘1385     |
| 2 | Чаранг           | посёлок                      | ↘23       |